# Russell Henry Chittenden
Russell Henry Chittenden, född 18 februari 1856 i New Haven, Connecticut, död 26 december 1943 i New Haven, var en amerikansk fysiologisk kemist, som bedrev banbrytande forskning om matsmältning och näringsbiokemi. Han blev filosofie doktor 1880 och professor vid Yale University 1882. Han var även medutgivare av ett antal fysiologisk-kemiska tidskrifter.

## Biografi
Chittenden utexaminerades från Sheffield Scientific School vid Yale University 1875, studerade i Heidelberg 1878-79 och doktorerade vid Yale i fysiologisk kemi 1880. Han var av engelsk härkomst, hans första förfader i Amerika var major William Chittenden, officer i den engelska armén, som efter att ha avgått kom till Amerika från Cranbrook, Kent, med sin hustru, Joanne Sheaffe, 1639, och bosatte sig i Guilford, Connecticut. Hans förfäder på både faderns och moderns sida stred i Revolutionskriget.

## Karriär och vetenskapligt arbete
Chittenden var professor i fysiologisk kemi vid Yale från 1882 till 1922. Han var föreståndare för Sheffield Scientific School 1898-1922. Han var också professor i fysiologi vid Yale School of Medicine från och med 1900 och var från 1898 till 1903 också lektor i fysiologisk kemi vid Columbia University, New York. 
Chittenden var en av grundarna av American Physiological Society 1887 och var dess president från 1895 till 1904. Han var också ledamot av Connecticut Academy of Arts and Sciences och år 1904 valdes han till medlem av American Philosophical Society.
Chittenden var författare till Digestive Proteolysis and Physiological Economy in Nutrition (New York, 1905). Under första världskriget var han medlem av rådgivande kommittén för livsmedelsutnyttjande och även medlem av verkställande kommittén för det nationella forskningsrådet. Han kallas för sina insatser ofta "den amerikanska biokemins fader" och hans hem i New Haven är utnämnt till ett nationellt historiskt landmärke.
I sin näringsfilosofi var Chittenden förespråkare av en proteinfattig kost.